# 周坊
周坊。山東萊陽縣（今煙台萊陽市）人，清朝政治人物。

## 生平
道光二十年（1840年）庚子恩科舉人，道光二十七年（1847年）進士，任職東昌府教授，升翰林院典薄。

## 家族
祖父周瑊，乾隆辛巳進士。父周虎彝，乾隆乙卯進士。